# La Femme aux bas blancs
La Femme aux bas blancs est une peinture à l'huile sur toile réalisée par Gustave Courbet en 1864, et  conservée à la Fondation Barnes de Philadelphie.

## Origine
L'histoire de la propriété de La Femme aux bas blancs est à ce jour inconnue mais il est probable qu'une personnalité privée ait commissionné le peintre, l'œuvre n'ayant jamais été exposée au XIXe siècle. D'après l'inscription autographe, l'œuvre aurait été donnée par Courbet à son ami Pierre-Auguste Fajon.
Albert Barnes achète le tableau au marchand Henri Barbazanges en 1926. Elle est la première œuvre licencieuse du peintre qui produira dans la même décennie Le Sommeil (1866) et L'Origine du monde (1866). Elle se rapproche des photographies érotiques qui se prennent alors dans les maisons closes et dont Courbet possède une collection.

## Description
Dans un coin de nature, le tableau met en scène en plan rapproché une jeune femme allongée, nue à l'exception d'un bas et d'une chaussure rouge. Laissant toute une partie du corps dans l'ombre, un rai de lumière éclaire le visage de la jeune femme, ses jambes et ses cuisses relevées. Le spectateur a un aperçu du sexe de la femme, dont il ose dessiner le relief et les plis, tout en suggestion. Elle pose son regard en dehors du cadre, peut-être vers son amant, peut-être vers le spectateur lui-même.

## Réinterprétation
Marcel Duchamp interprète cette toile dans le cadre d'une série gravée sur cuivre intitulée Morceaux choisis d’après Courbet en 1968.